# Vallstenastenens mästare

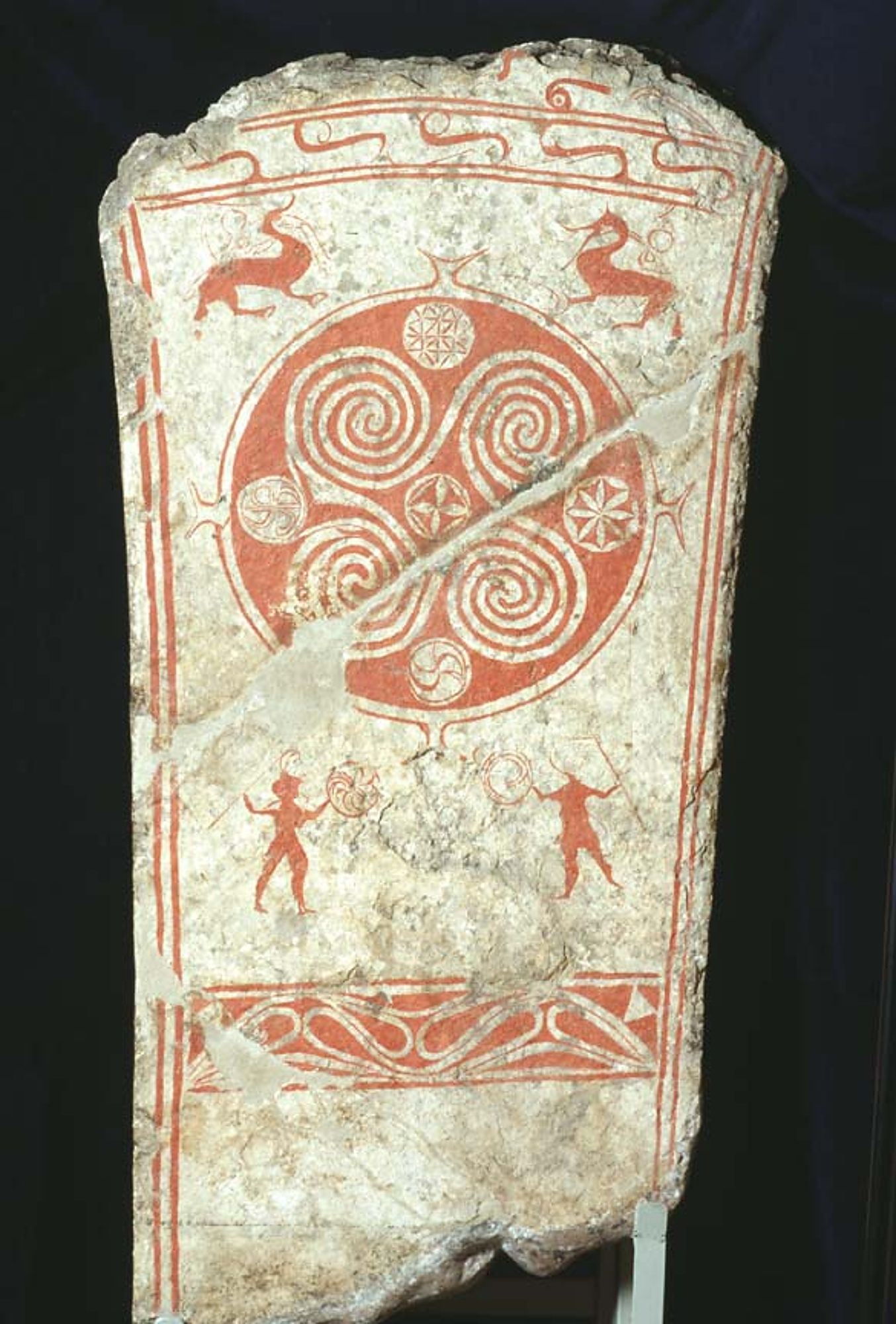
Vallstenastenen från 400-549, Vallstenarum, Gotland.

Vallstenastenens mästare är ett anonymnamn på en svensk förhistorisk bildstenmästare.
Som de flesta förhistoriska konstnärer i Sverige är han okänd till namn. Han har fått sitt namn efter en grupp gotländska bildstenar som är daterade till 400-talet efter Kristus. Vallstenastenen har ursprungligen varit omkring 175 centimeter hög och försedd med fina ristade streck som dekor. Den jämnade bildsidan domineras av en cirkelfigur inom det ligger fem små cirklar med geometriska mönster. De små cirklarna är grupperade kring ett i fyra större cirklar uppdelat i löpande hundmönster. Nedanför den stora cirkeln står två män med svärd och sköldar samt ovanför cirkeln är två hästliknande figurer avbildade. Det har antagits att denna sten är den äldsta gotländska bildkonststen och att den har sitt ursprung i senromersk mosaikkonst. Stenen förvaras numera vid Statens historiska museum och en färglagd kopia av stenen finns utanför Vallstena kyrka.